# Hans-Rainer Uebel
Hans-Rainer Uebel (* 1942 oder 1943) ist ein ehemaliger deutscher Fernseh-Moderator. Er moderierte die ZDF heute-Hauptsendung um 19.00 Uhr von 1980 bis 1984. Außerdem moderierte er 1988 das politische Magazin Zur Sache auf Eins Plus sowie von 2003 bis Mai 2005 auslandsjournal extra auf 3sat. Uebel hat die Parkinson-Krankheit und lebt in St. Peter-Ording.